# Olonia alboapicata
Olonia alboapicata är en insektsart som beskrevs av Jacobi 1928. Olonia alboapicata ingår i släktet Olonia och familjen Eurybrachidae. Inga underarter finns listade i Catalogue of Life.